# Самарканд (Кашкадарьинская область)
Самарканд (узб. Samarqand / Самарқанд) — посёлок городского типа, расположенный на территории Нишанского района Кашкадарьинской области Республики Узбекистан.

Статус посёлка городского типа с 2009 года.